# Olga Petrova (actriz)
Muriel Harding (10 de mayo de 1884 – 30 de noviembre de 1977) más conocida como Olga Petrova, fue una actriz, guionista y dramaturga británica-estadounidense.

## Vida y carrera
Nació como Muriel Harding en Inglaterra,  se mudó a los Estados Unidos y se convirtió en una estrella del vodevil  con el nombre artístico de Olga Petrova. Protagonizó una serie de películas para Solax Studios y fue la primera actriz de Metro Pictures, generalmente con el papel de una mujer fatal. Durante sus siete años en el cine, Petrova apareció en más de dos docenas de películas y escribió el guion para varias otras. La mayoría de sus películas están ahora perdidas,  incluidas las que consideraba sus mejores películas, dirigidas por Maurice Tourneur. La base de datos de largometrajes mudos en la Biblioteca del Congreso indica que tres de sus películas sobreviven: The Vampire (1915), Extravagance (1916) y The Waiting Soul.(1918).
En 1913, conoció al médico local John Dillon Stewart en Indianápolis, Indiana, y rápidamente se comprometió para casarse. Se casaron el 31 de marzo en Kansas City. Stewart se trasladó a la ciudad de Nueva York para estar cerca en su base principal de operaciones.
Petrova dejó la industria cinematográfica en 1918, pero continuó actuando en producciones de Broadway. Durante la década de 1920, escribió tres obras de teatro y realizó una gira por los Estados Unidos con una compañía de teatro. También entrevistó a varias estrellas de cine prominentes en asignaciones pagadas para las revistas Shadowland, Motion Picture Magazine, y Photoplay Journal, incluyendo Marion Davies, Mary Pickford, Theda Bara, Alla Nazimova, Norma Talmadge, Charlie Chaplin, Douglas Fairbanks, Sr., y Rodolfo Valentino. En 1942, publicó su autobiografía Butter with My Bread. Tiene una estrella en el Paseo de la Fama de Hollywood.
Olga Petrova murió a los 93 años en Clearwater, Florida. No tuvo hijos.

## Publicaciones
- The White Peacock: A Play in Three Acts (Four Seas Company, 1922)
- Hurricane: Four Episodes in the Story of a Life (Four Seas Company, 1924)
- What Do We Know?: A Drama in Three Acts (Four Seas Company, 1930)
- Butter with My Bread (New York: Bobbs-Merrill, 1942)

## Filmografía

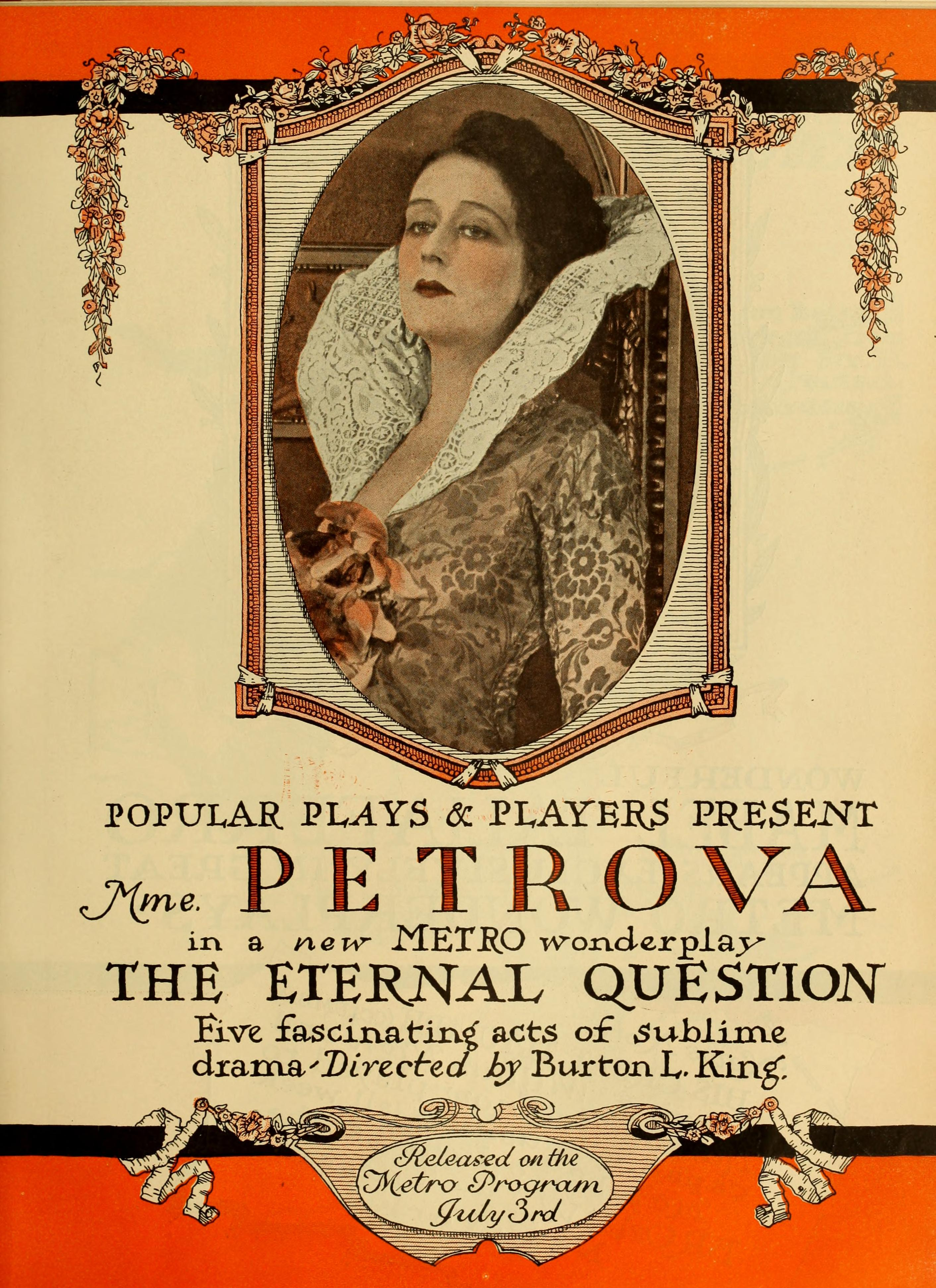
The Eternal Question (1916)

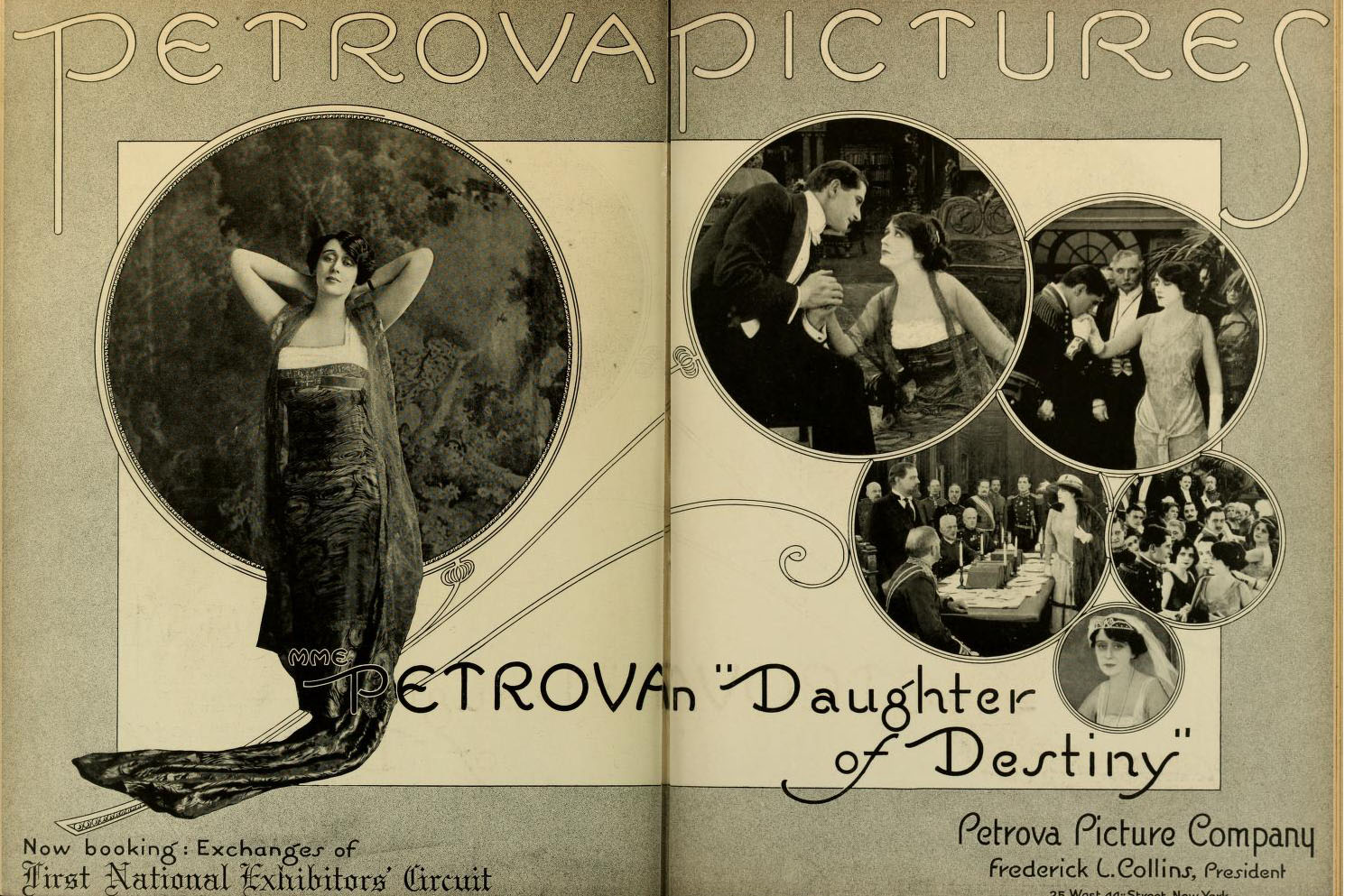
Daughter of Destiny (1917)

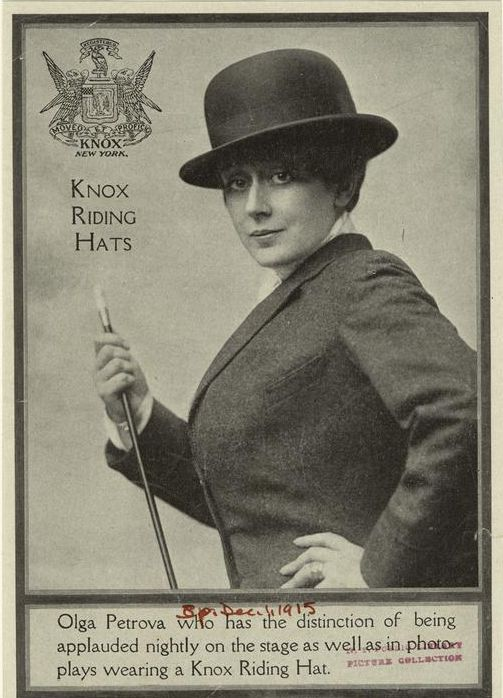
Olga Petrova, Knox Riding Hat, 1915

- Departure of a Grand Old Man (1912)
- The Tigress (1914)
- The Heart of a Painted Woman (1915)
- The Vampire (1915)
- The Bludgeon (1915)
- My Madonna (1915)
- What Will People Say? (1916)
- The Soul Market (1916)
- Playing With Fire (1916)
- The Scarlet Woman (1916)
- The Eternal Question (1916)
- Extravagance (1916 Metro Pictures)
- The Black Butterfly (1916 Metro Pictures)
- Bridges Burned (1917 Metro Pictures)
- The Secret of Eve (1917 Metro Pictures)
- The Waiting Soul (1917 Metro Pictures)
- The Soul of a Magdalen (1917 Metro Pictures)
- The Undying Flame (1917 Paramount)Maurice Tourneur, director
- Law of the Land (1917 Paramount Pictures) Maurice Tourneur, director
- To the Death (1917 Metro Pictures)
- The Silence Sellers (1917 Metro Pictures)
- Exile (1917 Paramount Pictures)Maurice Tourneur, director
- More Truth Than Poetry (1917 Metro Pictures)
- Daughter of Destiny (1917 First National Pictures) also producer and writer
- More Truth Than Poetry (1917), also story
- The Light Within (1918 First National Pictures)
- The Life Mask (1918 First National)
- Tempered Steel (1918 First National Pictures)
- The Panther Woman (1918 First National Pictures)
- Kira Kiralina (1928)